# Patrick Burgaud
Pour les articles homonymes, voir Burgaud.
Patrick (ou Patrick-Henri) Burgaud est un poète français né en 1947 à La Possonnière. 
S'intéressant très tôt à la poésie numérique, il a créé de nombreuses œuvres multimedia programmées, pour CD-rom, en installations et pour l'Internet.

## Biographie
Ex-professeur de français langue étrangère, il a passé la plus grande partie de sa vie aux Pays-Bas.  Il quitte l'enseignement en 1992 pour se consacrer aux poésies expérimentales héritées de la poésie visuelle et de la poésie concrète. Ses premiers travaux se concentrent sur les valeurs poétiques du signe alphabétique. À la fin des années 1980, il découvre les possibilités artistiques de l’ordinateur. Il publie dès 1994 dans la revue Alire ses premiers poèmes animés et intègre le groupe Transitoire Observable en 2003. Auteur d'un des tout premiers CD-Rom publiés de poésie animée : « Poèmes et Quelques Lettres » (Woord-Beeld 1997), Ses recherches portent notamment sur les rapports entre structures narratives et interactivité (Le Bonheur, Stefanaccia), sur l'esthétique de la frustration, dont il est un des principaux représentants (Florence Rey, Orphée Aphone), ainsi que sur l'importance du logiciel/programme dans la création numérique (Recueil), Droites et Courbes). Il est également l'auteur d'une importante œuvre de net-art consacrée aux langues en voie d'extinction: « The House of the Small Languages » (actuellement hors-ligne). Il a été Président du Comité artistique du festival e-poetry 2007(Paris)

## Œuvres

### Œuvres de poésie en ligne
- Aquoisarime

### Publications papier
- Poèmes dans de nombreuses revues de poésie et anthologies (en français).
- Eclats de Jours (Velp 1986)
- Le Jour Dit (Jacques Morin, collection Polder 1990)
- Jours de Loire (I.HV. 1994)
- Bannières (artistbook Avalon Pers 1992)
- Animots (artistbook Avalon Pers 1995)

### Publications électroniques
- Les Vagues de la mer in Alire¨ no 8 1994
- Nuit in Do(c)ks/Alire 1997
- Life+is+Poetry in Do(c)ks “un nôtre web” 1999
- Les Points de Suspension Alire 11  1999
- Florence Rey in Do(c)ks  “What's your war” 2001
- Orphée Aphone in Alire 12 et in Créations Poétiques au XXie siècle CRDP Grenoble 2004
- Elégie in Do(c)ks “Nature” DVD 2005
- Sans titre (video) in Do(c)ks “Entre deux siècles” DVD 2006
- Les Lettres Dérangées in Electronic Literature Collection nb 1 (ELO) 2006
- recueil 2007
- Expressions 2 010 in Revue BleuOrange